# Haltýř (Salajna)
Haltýř se nachází v blízkosti usedlosti čp. 24 v části obce Salajna, obec Dolní Žandov v okrese Cheb. V roce 2013 byl Ministerstvem kultury České republiky prohlášen za kulturní památku České republiky. Haltýř je součástí vesnické památkové zóny Salajna.

## Historie
Haltýř je drobná stavba, kterým protéká proudící voda, je umístěna v areálu zemědělského statku. Sloužil k uskladnění potravin, především mléčných výrobků a masa. Je možné, že sloužil jako studánka nebo plnil obě funkce. Stáří haltýře se odhaduje na 19. století.

## Popis
Haltýř je zděná omítaná stavba postavena na půdorysu obdélníku. Smíšené zdivo s převahou kamene dosahuje do výšky asi jednoho metru. V zemní a v části nároží jsou uloženy kamenicky opracované žulové kvádry. Dalším materiálem byla zelená břidlice a pálená cihla.  Vše bylo spojeno vápennou maltou. Venkovní část byla omítnutá vápennou maltou. Na vyzděnou část je uložen roubený věnec, ve kterém je začepován krov se sedlovou střechou, která je krytá pálenými taškami. Přesahující štíty jsou bedněny širokými deskami spojenými kovanými hřebíky.
Strop haltýře tvoří dvě rozměrné ploché kamenné desky. Vstup do haltýře je na severní straně a je tvořen kamenným portálem.
Haltýř byl v roce 2015 rekonstruován. Po rozebrání objektu byla vyčištěna studánka a dno bylo upraveno vyštětováním. Na takto zpevněný základ byly na sucho položeny kameny zemní části a zahrnuty. K přezdění nadzemních zdí byla použitá horká vápenná malta s hydraulickým vápnem, které bylo vypáleno v rámci výzkumného projektu Calcarius.